# 李毓佩
李毓佩（1938年—2025年2月7日），男，山东黄县人。中国数学科普作家，首都师范大学数学系教授。

## 生平
1938年生于山东黄县。1958年毕业于北京四中。1960年毕业于北京师范专科学校数理系。1960年至1964年担任北京师专数学系助教。1964年至1969年担任北京电视大学助教。1977年开始从事数学科普创作。从1978年开始，历任北京师范学院（现首都师范大学）数学系讲师、副教授、教授。1981年加入了中国科普作家协会。1984年获得北京市优秀教师称号。1987年开始在首都师范大学开设“数学科普学”课程。1990年，获得被科普作家协会授予“建国以来成绩突出的科普作家”称号的荣誉。1992年起享受国务院政府特殊津贴。1993年再次获得北京市优秀教师的称号，在这一年获得北京市普通高等学校优秀教学成果一等奖。2011年1月凭借“李毓佩数学故事系列”获得2010年度国家科学技术进步奖二等奖。

## 著作
- 《爱克斯探长——李毓佩教授献给少儿的礼物》
- 《奇妙的数王国》
- 《荒岛历险》
- 《李毓佩数学学习故事》